# 中电博亚
北京中电博亚科技有限公司，简称中电博亚，品牌名為CEASIA，是一家總部位於中華人民共和國北京市海淀区的電子遊戲開發商和發行商，營運數位發行平台杉果游戏。

## 歷史
中電博亞的創始人吴立在1996年進入電子遊戲行業，是最早將藝電遊戲引入中國大陸的人。1999年吴立成立中電博亞，公司專注於代理海外遊戲，並與SEGA、動視等遊電腦遊戲開發商保持合作關係，在中國大陸發行盒裝電腦遊戲。二十一世紀初中國大陸電腦遊戲市場嚴重萎縮，到2005年中國大陸的遊戲代理商已經所剩無幾。吴立認為電腦遊戲市場雖然相較網絡遊戲小，但是玩家忠誠度高，有強烈需求。此外，歐美成熟的電腦遊戲市場也預示著中國大陸未來也會有相應的發展。所以儘管在這個環境下，中電博亞不嘗試發展頁游、端遊等其他遊戲業務，仍然一直專注於電腦遊戲代理。2013年初，中電博亞推出中國大陸正版遊戲數位發行平台「杉果游戏」，平台推出一年獲得550款遊戲授權，並有15萬用戶註冊。中電博亞也透過杉果游戏，與海外同步推出《DmC：惡魔獵人》的簡體中文版，還有負責營運《狙击手：幽灵战士2》中國大陸服務器。
2017年6月，中電博亞表示為了支持獨立遊戲開發者，推出杉果开发者平台和“跃”计划，前者是遊戲開發者交流的平台，後者是給與開發者資金、推廣和遊戲版號申請等幫助，《聖女戰旗》的開發組蒼火遊戲小組是首個受惠“跃”计划的獨立開發者。2018年1月20日，中電博亞在「杉果π硬核玩家狂欢派对」上表示將嘗試發行家用遊戲機遊戲。也自2018年開始，「杉果π」成為一個年度遊戲展會，以推廣杉果游戏代理發行的遊戲。到2019年末，中電博亞與200多個來自各地的遊戲開發者和發行商建立合作關係，旗下杉果游戏也擁有4000款遊戲。
2021年6月，中電博亞表示會接手原Roll7開發的《雷射聯盟》的開發和發行工作，並將遊戲改為免費遊玩遊戲《雷射聯盟：全球競技》。